# 館林ストーカー殺人事件
館林ストーカー殺人事件（たてばやしストーカーさつじんじけん）とは、2014年（平成26年）2月に群馬県館林市で発生したストーカー殺人事件である。

## 概要

### 事件当日
2014年（平成26年）2月19日午後3時頃、群馬県館林市小桑原町の「ディスカウントストア トライアル館林小桑原店」の駐車場に駐車されていた軽乗用車の運転席で女性の射殺体が発見された。車のドアには鍵がかかっておらず、被害女性の携帯電話や財布や買い物をした商品が車内で残されていた。司法解剖の結果、午後2時50分に被害女性は頭を撃ち抜かれて射殺されたものとみられたが、車内から銃は発見されなかった。
被害女性がストーカー被害を訴えていたことから、群馬県警察は怨恨による殺人の可能性を視野に元交際相手でトラック運転手の男を対象に捜査を開始、翌日（2月20日）には殺人容疑で逮捕状を取った。しかし、2月21日に元交際相手の男は栃木県鹿沼市の山中で停車されていた軽自動車の中で射殺体として発見された。車内には死亡した男のすぐそばに被害女性の射殺にも使われたと思われる回転式拳銃があり、自殺したものと判断された。

### 事件以前からの流れ
2013年（平成25年）11月1日、被害女性は当時住んでいた栃木県佐野市で「元交際相手の男に暴行を受けた」と被害届を提出していた。栃木県警察本部は翌日（11月2日）に暴行容疑で男を逮捕。11月22日に男は釈放されたが、被害女性の意向を受けた栃木県警察本部はストーカー規制法に基づく文書警告を出した。12月3日に被害女性は男の土地鑑がない群馬県大泉町の知人宅に転居し、12月5日には住民票の閲覧制限を申請した。
元交際相手の男は、2014年1月22日と2月7日に被害女性の家族が栃木県小山市内の勤務先に駐車していた乗用車のドアの隙から覚醒剤を入れた後、公衆電話から匿名で警察に通報し、被害女性の家族が逮捕されるよう仕向けた。家族が逮捕された後に面会に訪れた被害女性を追跡すれば居宅を突き止められると考えたが、家族は逮捕されなかったため失敗した。
次に元交際相手の男は知人に、被害女性の家族の自家用車にGPS装置を取り付けさせた上で位置を特定し、家族が被害女性と接触をしたことによって、2月19日の数日前に被害女性の居宅を突き止め、さらに被害女性の車にも別のGPS装置を取り付けた。元交際相手の男はこのGPS情報を基に被害女性の居場所を掴んで、被害女性射殺という犯行に及んだものとみられた。
元交際相手の男の協力者として、被害女性の家族の車に覚醒剤を入れた後に公衆電話から警察に通報した元交際相手の男の知人について、前橋地検は覚醒剤取締法違反（所持）と虚偽告訴罪で起訴した。
また、元交際相手の男の知人は被害女性の家族の車にGPSを取り付けた行為について、殺人を助けたとして殺人幇助容疑で7月30日に逮捕されたが、8月20日に嫌疑不十分で不起訴処分となった。
2014年（平成26年）6月28日に元交際相手の男の携帯電話の通話履歴から、元交際相手の男へ回転式拳銃1丁と実弾数発を譲り渡した疑いがあるとして銃刀法違反容疑で暴力団組員の男が逮捕されたが、嫌疑不十分で不起訴処分となった。

## 刑事裁判
元交際相手は容疑者死亡により不起訴処分となり、元交際相手の知人3人と暴力団組員の男1人を逮捕、このうち元交際相手の知人2人を起訴した。

### 虚偽の通報などをした共犯の裁判
2014年（平成26年）9月4日、前橋地裁（斉藤学裁判官）で論告求刑公判が開かれ、検察側は「巧妙で悪質な犯行」として懲役3年6月を求刑した。弁護側は執行猶予付きの判決を求めて結審した。
2014年（平成26年）9月19日、前橋地裁（斉藤学裁判官）は「ストーカー殺人事件が社会問題化する中で、元交際相手の男が加害を口にする場面に出くわしながら、犯行に安易に加担した」としながら「犯行自体の結果はそれほど重大ではない」として懲役3年、執行猶予5年の有罪判決を言い渡した。

### 見張り役の共犯の裁判
2014年（平成26年）9月5日、前橋地裁（川崎学裁判官）で初公判が開かれ、起訴事実を認めた。検察側は懲役3年を求刑、弁護側は執行猶予付きの判決を求めて即日結審した。
2014年（平成26年）9月19日、前橋地裁（川崎学裁判官）は懲役2年6月、執行猶予5年の有罪判決を言い渡した。